# Tom Vanhoudt
Tom Vanhoudt es un tenista belga, nacido en Diest el 28 de julio de 1972. Se especializa en dobles, habiendo ganado un título ATP llegando hasta el puesto 36º en septiembre de 2001, mientras que en individuales, no ha disputado ni un solo encuentro ATP, su ranking más alto ha sido 203.º en dicha especialidad. Ha jugado Copa Davis representando a su país, habiendo debutado en 1991 con una derrota junto a Filip de Welf cuando Bélgica venció a Israel por 4-1 en Bruselas.

## Títulos (1)

### Dobles (1)
Solo se tienen en cuenta torneos ATP. Challengers y otros torneos menores no forman parte del presente listado.
| Leyenda                |
| Grand Slam (0)         |
| Tennis Masters Cup (0) |
| ATP Masters Series (0) |
| ATP Tour (1)           |

| N.º | Fecha                | Torneo        | Superficie    | Pareja                 | Oponentes en la final                           | Resultado |
| --- | -------------------- | ------------- | ------------- | ---------------------- | ----------------------------------------------- | --------- |
| 1.  | 23 de agosto de 1993 | Umag, Croacia | Tierra batida | Filip Dewulf (Bélgica) | Jordi Arrese (España) / Francisco Roig (España) | 6-4 7-5   |

### Finalista en Dobles (1)
- 2001:
  - ATP de Milán junto a Johan Landsberg pierden ante Paul Haarhuis y Sjeng Schalken por 6-7(5) 6-7(4) sobre carpeta.

### Clasificación en torneos del Grand Slam
| Torneo               | 2005 | 2004 | 2003 | 2002 | 2001 | 2000 | 1999 | 1998 | 1997 | Títulos |
| -------------------- | ---- | ---- | ---- | ---- | ---- | ---- | ---- | ---- | ---- | ------- |
| Abierto de Australia | 1r   | 1r   | 1r   | 1r   | 3r   | Q    | -    | 2r   | -    | 0       |
| Roland Garros        | 1r   | 2r   | 3r   | 2r   | 1r   | 1r   | 1r   | 2r   | 1r   | 0       |
| Wimbledon            | 1r   | 1r   | 2r   | 1r   | Q    | 1r   | 1r   | 2r   | -    | 0       |
| US Open              | 1r   | 1r   | 2r   | 3r   | 1r   | 2r   | 2r   | -    | 2r   | 0       |
| Tennis Masters Cup   | -    | -    | -    | RR   | -    | -    | -    | -    | -    | 0       |